# Служба общественной безопасности
Служба общественной безопасности Литвы (самоназвание: лит. Viešojo saugumo tarnyba) иногда Литовская Жандармерия — специальная правоохранительная служба постоянной готовности (жандармерия) при Министерстве внутренних дел Литвы, назначением которой является восстановление и обеспечение общественного порядка в особых и чрезвычайных ситуациях, защита государственных объектов особой важности и оказание помощи другим ведомствам как в Литве так и за рубежом.
В военное время служба входит в состав Вооружённых сил Литвы и выполняет функции обороны.

## История

### Истоки
Истоки правоохранительных органов специального назначения Литвы восходят к вооруженным формированиям Трибунала Великого княжества Литовского. Межвоенным предшественником VST была Бригада местной армии (лит. Vietinės kariuomenės brigada), созданная в феврале 1920 года, но распущенная через несколько лет.

### Полки внутренней службы
В 1990 году после восстановления независимости Литвы появилась необходимость перенять у Внутренних войск МВД СССР функции охраны осужденных в тюрьмах, их конвоирования, подавления тюремных бунтов, розыска беглецов. Было принято решение поверить данные задачи восстановлённому МВД Литвы в свою очередь для этого создав воинские части, было решено опираться аналогичную Внутренним войскам МВД СССР структуру - однако не создавать полноценных внутренних войск, создание полка проходило в спешке в качестве временной меры. 
18 октября 1991 года указом министра внутренних дел, под его управлением сформирован 1-й полк внутренних службы МВД Литвы, руководство полком было решено передать приглашённому в Литву и ей лояльному бывшему полковнику ВВ МВД СССР чеченского происхождения Сергею Мадалову, численность полка составляла 2065 чел. личного состава из них 137 офицеров, рядовой состав укомплектован призывниками. 
23 декабря 1991 года начав вывод советских (российских) воинских частей с территории Литовской Республики (в связи с её отказом делить ВС СССР) в рамках официальной церемонии функции по охране осужденных в тюрьмах, конвоирования, подавления беспорядков и поддержки общественного порядка были переданы от ВВ МВД СССР к военнослужащим 1-го полка внутренней службы МВД Литвы.
15 сентября 1992 года в рамках расширения оперативного охвата необходимого для выполнения поставленных функций перед МВД Литвы, также для оптимизации имущественно-хозяйственных ресурсов - на базе 2-го батальона 1-го полка внутренней службы МВД Литвы был сформирован 2-й полк внутренней службы МВД Литвы. 1997 году на базе батальона быстрого реагирования Пограничной полиции Литвы в Пабраде был создан Центр регистрации иностранцев, а 2-му полку внутренней службы была доверена его охрана вплоть до 2000 года.  
В 2001 году Служба тюремной охраны внутренних полков была передана новосозданному Департаменту тюрем при Министерстве Юстиции Литвы, фактически воинские части МВД утратили свою изначальную миссию - сконцентрировавшись на охране стратегических объектов и побочных правоохранительных функциях.
В 2002 году 2-й полк внутренней службы заступил на охрану официальных резиденций государственных лиц в Турнишкес.

### Полки общественной безопасности
Фактически с 2001 года, литовские власти и журналисты начали говорить о проблематике структуры и функций полков прямо пересекающихся с полицией и армией, отсутствия какого либо внятного юридического статуса и объединения в единое ведомство, поскольку два полка внутренней службы общего командования не имели и были абсолютно автономными, подчиняясь напрямую министру МВД. Впервые были озвучены коррупционные проблемы структуры - несуществовало терминов и норм для ротации личного состава. 
С 2003 года полки внутренней службы де-факто лишились своего военного статуса, исключена призывная военная служба в полках - военнослужащие стали офицерами правоохранительных органов. В 2005-2006 годах полки внутренней службы переняли у Добровольческих сил Литовской Армии охрану Вильнюсского и Каунасского международных аэропортов и ещё более десяти важных стратегических объектов. 
В 2005 году руководство МВД настаивало на сохранении военного статуса и даже просило Министерство охраны края передать списанное из Литовской армии (в связи с переходом на стандарты НАТО) оружие советского образца в полки, однако тогднашний министр охраны края Гедиминас Киркилас ответил отказом и пожелал внутренним полкам поскорее реформироваться в полицейские части в соответствии с решением Совета национальной обороны - переподчинить полки Генеральному комиссару полиции.    
В 2007 году охрана официальных резиденций государственных лиц в Турнишкес передана Департаменту охраны руководства при МВД Литвы.

### Служба общественной безопасности
18 октября 2007 года правительством Литвы было принято решение объединить полки внутренней службы в Службу общественной безопасности, дабы исключить ассоциации с боевыми подразделениями полки службы были переименованы в оперативные части. 

Службу возглавил многолетний командир 1-го полка генерал внутренней службы Сергеюс Мадаловас (Сергей Мадалов)
В 2008 году Служба общественной безопасности начала охрану Вильнюсского склада медикаментов Министерства здравоохранения Литовской Республики и каунасского железнодорожного туннеля.
В 2009 году 2-й отряд имени Округа Дарюса и Гиренаса передал под охрану Службе общественной безопасности лидувенайский мост, каунасский железнодорожный мост и субачюсскую топливную базу Литовского агентства нефтепродуктов.
В 2014 году клайпедская часть, созданная Службой общественной безопасности в ноябре того же года, приступила к охране Клайпедского терминала сжиженного природного газа.
В конце 2014 года на фоне начала гибридной войны на востоке Украины, начато всё больше рассуждать об эффективности внутренней безопасности и защите от гибридных угроз и диверсий Литвы, МВД Литвы начало индентификацию проблем в Службе общественной безопасности которая в случае событий подобных тем что происходили на востоке Украины должна была-бы противостоять этому. Однако в ходе служебной проверки МВД приняло решение обратиться в Главную инспекцию по служебной этике которая установила признаки конфликта интересов, начальник службы покинул пост Сергеюс Мадаловас (Сергей Мадалов) и вышел на пенсию. 
На пост начальника службы был назначен офицер Литовской Армии бывший начальник военной полиции Ричардас Поцюс позднее заявивший о застое, отсутствии оборудования и адекватного снабжения в службе он открыто заявил об наличии нелояльных Литовской Республике офицеров в службе и распространении русского языка.
В 2016 году служба была реорганизована, и ее штаб был перенесен в Вильнюс, в том же году служба вместо частных охранных предприятий взяла на себя охрану Каунасскую гидроэлектростанцию, Круонисскую гидроаккумулирующую электростанцию  а также охрану здания Министерства иностранных дел Литовской Республики (переданную от литовской полиции). Охрану лидувенайского моста, каунасского железнодорожного моста и подразделения по хранению фармацевтических препаратов и медицинских резервов Центра по чрезвычайным ситуациям Министерства здравоохранения Литовской Республики передали ЗАО "Gelsaugos" и частным охранным предприятиям.
В 2018 году служба переняла охрану аэропорта Паланги и Игналинской АЭС от пограничной службы Литвы. Для обеспечения охраны АЭС создана Висагинская часть. 
В 2019 году советские БТР-60ПБ в службе сменили IAG Guardian производства ОАЭ.
В 2022 году генерал внутренней службы Ричардас Поцюс был уволен со своей должности поненазванным причинам, публично обвинив министра МВД Агне Билотайте в мобинге. На его место назначен исполняющим обязанности полковник внутренней службы Арунас Паулаускас.
В 2024 году начальником службу стал многолетний командир отряда Арас Департамента полиции Викторас Грабаускас, одной из главных целей он назвал достижение критериев (военный статус) для вступления в объединение Европейских сил жанрадмерии в качестве полноправного члена.

## Задачи
- Восстановление и обеспечение общественного порядка;
- Обеспечение общественной безопасности во время экстренных и чрезвычайных ситуаций;
- Организация и проведение конвоирования заключённых и подозреваемых;
- Защита объектов критической инфраструктуры, важных государственных объектов;
- В военное время в составе вооружённых сил - вооружённая защита страны;
- Помощь другим ведомствам (в том числе и зарубежным, международным) в сфере общественной безопасности.

## Руководство
Список командующих силами:
- С 1991 года по 2015 год — генерал внутренней службы Сергеюс Мадаловас  (лит. gen. Sergejus Madalovas)
- С 2015 года по 2022 год — генерал внутренней службы Ричардас Поцюс  (лит. gen. Ričardas Pocius)
- С 2022 года по 2024 год — (исполняющий обязанности)  полковник внутренней службы Арунас Паулаускас (лит. plk. Arūnas Paulauskas)
- С 2024 года —  генерал внутренней службы Викторас Грабаускас (лит. gen. Viktoras Grabauskas)

## Структура
Структура Службы общественной безопасности закреплена законом "О службе общественной безопасности". Руководство располагается в Вильнюсе, управляется административным заместителем командира службы в звании полковника внутренней службы. Основные задачи - обеспечение функций службы, развитие международного сотрудничества и поддержка оперативных частей. 
Территориальные части выполняющие основные функции по обеспечению общественной безопасности, конвоирования и охраны важных объектов. Состоят из отделов организации службы (штабов) и рот в состав которых входят взводы. 
Специальные формирования специального назначения обеспечивающие прямую боевую поддержку оперативных частей, штурмы зданий. Имеют тяжёлое вооружение такое как бронетранспортёры и крупнокалиберные пулемёты. Каждой оперативной части приписывается один взвод специального назначения.

### Структура
- Штаб службы
- Управление прямой поддержки
- Отдел внутренних расследований и превенции коррупции
- Центр объединённых операций
- Центр обучения и боевой подготовки
- Вильнюсская часть:Кинолог службы проверяет машину на учениях.
  - Отдел организации службы;
  - 1-я рота;
  - 2-я рота;
  - 3-я рота;
  - 4-я рота.
- Каунасская часть:
  - Отдел организации службы;
  - 1-я рота;
  - 2-я рота;
  - 3-я рота;
  - 4-я рота.
- Клайпедская часть:
  - Отдел организации службы;
  - 1-я рота;
  - 2-я рота.
- Висагинская частьБойцы команды ORKA.
  - Отдел организации службы;
  - 1-я рота;
  - 2-я рота;
  - 3-я рота.
- Команда быстрого реагирования и контратаки (ОRKA)
  - 1-й взвод;
  - 2-й взвод;
  - 3-й взвод;
  - 4-й взвод.

## Вооружение, экипировка и техника службы
Основной штурмовой винтовкой и пистолетом-пулемётом заменившим АК-74 и его различные вариации, стало семейство Brügger & Thomet APC, помимо него распространены HK MP5, пистолеты семейства Glock, в качестве основных пулемётов используются MG3. На бронемашинах также монтируются и крупнокалиберные пулемёты M2 Браунинг.
Используются также водомёты и автозаки на базе грузовиков Mercedes-Benz SK также в качестве автозаков используются грузовики Iveco Eurocargo и Mercedes-Benz Atego. На службе находятся различные внедорожники и микроавтобусы (Volkswagen Crafter, Volkswagen Transporter, Toyota Proace Verso).
На вооружении службы находится лёгкая бронетехника с пулемётным вооружением. На вооружении находятся бронетранспортёры IAG Guardian производства ОАЭ и канадские Inkas Sentry заменившие советские БТР-60ПБ. Также используются бронемашины на базе Ford-550.
Присутствуют у службы и малый морской транспорт (моторные лодки и малые катера).
В качестве основной расцветки униформы службы используется тёмно-синяя униформа без рисунка, изредка (у спецназа) встречается униформа расцветки A-TACS. Изначально служба утвердила использование для замены устаревшего общевойсковой формы M81 литовской вариации камуфляж POLYGON.

## Звания
Сотрудникам службы присваиваются звания внутренней службы аналогичные другим ведомствам МВД (за исключением  полиции).
| Офицеры внутренней службы                                                  | Офицеры внутренней службы | Офицеры внутренней службы | Офицеры внутренней службы                   | Офицеры внутренней службы | Офицеры внутренней службы | Офицеры внутренней службы                | Офицеры внутренней службы | Офицеры внутренней службы                     | Офицеры внутренней службы  |
|                                                                            | Офицеры высшей цепи       | Офицеры высокой цепи      | Офицеры высокой цепи                        | Офицеры высокой цепи      | Офицеры средней степени   | Офицеры средней степени                  | Офицеры средней степени   | Офицеры первой степени                        | Офицеры первой степени     |
| -------------------------------------------------------------------------- | ------------------------- | ------------------------- | ------------------------------------------- | ------------------------- | ------------------------- | ---------------------------------------- | ------------------------- | --------------------------------------------- | -------------------------- |
| Погоны к парадной форме одежды                                             |                           |                           |                                             |                           |                           |                                          |                           |                                               |                            |
| Погон-муфта к рубашке (звания на полевой форме выполнены в защитном цвете) |                           |                           |                                             |                           |                           |                                          |                           |                                               |                            |
| Звание                                                                     | Генерал Generolas         | Полковник Pulkininkas     | Полковник-лейтенант Pulkininkas leitenantas | Майор Majoras             | Капитан Kapitonas         | Старший лейтенант Vyresnysis leitenantas | Лейтенант Leitenantas     | Старший унтер-офицер Vyresnysis puskarininkis | Унтер-офицер Puskarininkis |

## Зарубежные операции
Служба общественной безопасности участвует в различных международных учебных и полицейских миссиях и операциях как в составе Европейской Жандармерии и отдельно.

Известно что офицеры службы участвовали в учебных операциях в Афганистане, Ираке и Либерии а также в полицейской миссии в Косове. 